# オルガ・ハーン＝ノイラート
オルガ・ハーン＝ノイラート（Olga Hahn-Neurath、1882年7月20日 - 1937年7月20日）は、オーストリアの数学者・哲学者。ウィーン学団の一員として知られる。数学者ハンス・ハーンは兄。
ウィーン生まれ。1902年にウィーン大学に入学、数学と哲学を学ぶ。1904年、22歳のとき失明。1911年、ウィーン大学では女性として3人目の哲学博士号を得る。 ルートヴィッヒ・ボルツマンの教授職を襲ったアドルフ・ステールを師に仰ぎ、1911年に公刊した博士論文はステールから絶賛を浴びた。数学に関しては主にブール代数を専攻していた。
1912年、学生のとき知り合ったオットー・ノイラートと結婚。ウィーン学団の議論に定期的に参加するようになる。1934年2月、オットーと共に亡命。ポーランド、デンマーク、オランダと居を転々とし、3年後ハーグで手術後に死去した。